# Rio Gudea Mare Creek
O Rio Gudea Mare Creek é um rio da Romênia, afluente do Mureş, localizado no distrito de Harghita.